# Dypsis antanambensis
Espèce
Statut de conservation UICN

 CR D : 
En danger critique
Dypsis antanambensis est une espèce de palmiers (Arecaceae), endémique de Madagascar. En 2012, elle est considérée par l'UICN comme une espèce en danger critique d’extinction. En 1998 elle était considérée comme une espèce en danger.

## Répartition et habitat
Cette espèce endémique de Madagascar est présente entre 250 et 400 m d'altitude. Elle pousse dans la forêt tropicale humide sur une roche ultramafique (pauvre en silice).